# Hans-Dietrich Genscher
Hans-Dietrich Genscher (21 tháng 3 năm 1927 – ngày 31 tháng 3 năm 2016) là một chính trị gia người Đức của Đảng Dân chủ Tự do tự do (FDP). Ông là Bộ trưởng Bộ Nội vụ từ năm 1969 đến năm 1974. Ông cũng từng là Bộ trưởng Ngoại giao và là Phó Thủ tướng Đức giai đoạn 1974 – 1992 (trừ nghỉ hai tuần vào năm 1982). Năm 1991, ông là chủ tịch của Tổ chức An ninh và Hợp tác châu Âu (OSCE). Sau khi ông qua đời vào năm 2016, The New York Times gọi ông là một "kiến trúc sư của thống nhất nước Đức".